# Ludwig Wilhelm Wilhelmi
Ludwig Wilhelm Wilhelmi (* 19. November 1796 in Neuenhain; † 11. Mai 1882 in Wiesbaden) war evangelischer Landesbischof im Herzogtum Nassau und Abgeordneter.

## Leben
Nach dem Besuch des Gymnasiums in Idstein 1806–1813 studierte Wilhelmi 1814–1817 evangelische Theologie an den Universitäten Marburg und Heidelberg. Nach dem Studium war er zunächst Hilfsprediger in Frankfurt am Main und ab 1818 Hofkaplan in Biebrich am Rhein. 1818–1828 war er dritter und dann zweiter Pfarrer in Wiesbaden. Von 1821 bis 1835 war er Schulinspektor im Stadt- und Landkreis Wiesbaden und wurde 1830 zum Kirchenrat ernannt. Von 1836 bis 1840 war er erster Pfarrer und Dekan in Wiesbaden. 1837 wurde er durch die Universität Göttingen zum Dr. theol. promoviert. 1840 folgte die Ernennung zum Geheimen Kirchenrat. Ab 1841 war er Bischöflicher Kommissar in Vertretung von Landesbischof Heydenreich. 1856 wurde er Vorsitzender des Nassauischen Gustav-Adolf-Vereins. Im Jahr 1858 wurde er zum Landesbischof ernannt. Durch die Annexion des Herzogtums Nassau durch Preußen 1866 war er letzter Träger dieses Titels. 1870–1876 war er Vorsitzender der Berliner Kirchenkonferenz.

## Politik
Von 1840 bis 1848 war er Mitglied der Deputiertenkammer der Landstände des Herzogtums Nassau. Er wurde in einer Nachwahl für Wilhelm Gieße aus der Gruppe der Vorsteher der Geistlichkeit und der höheren Lehranstalten gewählt. 1848 war er Mitglied des Frankfurter Vorparlaments. Ab 1849 war er von der evangelischen Kirche mit der disziplinarischen Verfolgung oppositioneller Geistlicher beauftragt. Von 1852 bis zum Ende des Herzogtums 1866 war er Mitglied der Ersten Kammer des Landtags des Herzogtums Nassau. 1852–1857 war er als Vertreter des erkrankten Landesbischofs Ludwig Heydenreich, ab 1858 als Landesbischof dort Mitglied.

## Familie
Wilhelmi stammt aus einer Pfarrerfamilie. Sowohl sein Vater Johann Heinrich Franz Ferdinand Wilhelmi (* 18. September 1760 in Nordheim bei Worms; †  23. Dezember 1851 in Diez) als auch dessen Großvater Johann Nikolaus David Wilhelmi waren Pfarrer.  Die Mutter Elisabetha Luisa Reichold (* 1768 in Hochspeyer; † 18. Oktober 1804 in Neuenhain/Taunus) war die Tochter des Pfarrers Johann Georg Reichold und der Anne Elise Knell.
Wilhelmi heiratete am 6. Dezember 1821 in Frankfurt am Main Johanna Philippine (Jenny) geborene Fuchs (* 4. Januar 1799 in Frankfurt am Main; † 9. Juni 1845 in Siegburg), die Tochter des Großkaufmanns Matthias Christian Fuchs und dessen Ehefrau Anna Maria Elisabeth Manskopf (Mannskopf).
Nach dem Tod der ersten Ehefrau heiratete er am 18. Januar 1847 in Frankfurt am Main in zweiter Ehe Marie Auguste geborene Manskopf (* 7. Juni 1816 in Frankfurt am Main; † 29. Januar 1889 in Wiesbaden), die Tochter des Weinhändlers Jacob Philipp Leerse gen. Manskopf und der Jacobea Fuchs.

## Werke
- Evangelisch-christlicher Landkatechismus für das Herzogtum Nassau (1831, bis 1890 in Gebrauch)